# Dulepska
 Dulepska  falu Horvátországban Zágráb megyében. Közigazgatásilag Vrbovechez tartozik.

## Fekvése
Zágrábtól 30 km-re északkeletre, községközpontjától 6 km-re nyugatra a megye északkeleti részén fekszik. 

## Története
A települést és az azonos nevű patakot 1244-ben említik először. Nevét a hagyomány szerint a 7. században a horvátokkal együtt érkezett orosz Duleba nevű nemesről kapta. A falu kisebb része a rakolnoki uradalomhoz tartozott, nagyobb része pedig nemesi birtok volt, melynek birtokosai gyakran változtak. 1480-ban a rakolnoki Kasnár Péter, majd 1495-től 1512-ig Kasnár Dávid birtoka volt 22 házzal. 1570 és 1720 között a Boros, Bosák, Blagoja, Bartakovich és Zorics családok egyaránt két adózó portával rendelkeztek itt. 1802-ben az Erdődy család lett a birtokosa. 1857-ben 150, 1910-ben 287 lakosa volt. Trianonig Belovár-Kőrös vármegye Kőrösi járásához tartozott. 2001-ben 159 lakosa volt. 

## Lakosság
| Lakosság változása | Lakosság változása | Lakosság változása | Lakosság változása | Lakosság változása | Lakosság változása | Lakosság változása | Lakosság változása | Lakosság változása | Lakosság változása | Lakosság változása | Lakosság változása | Lakosság változása | Lakosság változása | Lakosság változása |
| ------------------ | ------------------ | ------------------ | ------------------ | ------------------ | ------------------ | ------------------ | ------------------ | ------------------ | ------------------ | ------------------ | ------------------ | ------------------ | ------------------ | ------------------ |
| 1857               | 1869               | 1880               | 1890               | 1900               | 1910               | 1921               | 1931               | 1948               | 1953               | 1961               | 1971               | 1981               | 1991               | 2001               |
| 150                | 150                | 155                | 219                | 234                | 287                | 295                | 285                | 282                | 269                | 252                | 223                | 193                | 166                | 159                |

## Nevezetességei
A falu Jézus Szíve tiszteletére szentelt kis kápolnája 1973-ban épült.

## Külső hivatkozások
Vrbovec város hivatalos oldala